# نیستان (اراک)
نیستان (اراک)، روستایی از توابع بخش مرکزی شهرستان اراک در استان مرکزی ایران است.روستای نیستان یکی از روستاهای منطقه ی قره کهریز اراک و در 37 کیلومتری شهر اراک قرار دارد، زبان مردم ترکی و بسیار مردم مهمان نواز و ساده و با صداقت که به همه آنها افتخار می کنیم تاریخچه ی شکل گیری روستای نیستان:بنابر روایت وگفته ی معمّرین روستای نیستان، این روستا ابتدا دردامنه ی کوه قاراداق بوده است.وقاراداق قله ای زیبا ومخروطی شکل با ارتفاعی متوسط است که مشرف بر زمینهای دیمزار نیستان وبه فاصله ی دوکیلومتر از نیستان قرار دارد.چون رنگ آن نسبت به خاک زمینهای اطراف آن تیره می زند ازقدیم الایام به قاراداق به معنی کوه سیاه معروف شده است.دردامنه ی سمت غربی آن تپه ی کم ارتفاعی وجود دارد که درایام قدیم چشمه ای درپای آن بوده که بعدها به خرّه بولاغ به معنی چشمه ی گل آلود نامگذاری شده است.چون این ناحیه ازلحاظ منابع آبی غنی بوده است بنابراین به تعبیر هرجا آب است آبادی است مردمانی  درآنجا ساکن می شوند وبه امر کشاورزی ودامداری می پردازند.به برکت نزولات فراوان آسمانی آن ناحیه چنان پرآب می شود که تبدیل به زغّ یا جایی که اشباع از آب است می گرددورفته رفته گیاه نی درآنجا می روید وبا انبوه شدن نی ها به نیزار تبدیل می شود.وبا گذشت زمان وبا گسترش خانه های مردم یک روستایی تشکیل می شود که اسم آن را به مناسبت نیزار آنجا نیستان می گذارند.اما چیزی که مسلم است زندگی درچنین جایی با امکانات محدود آن زمان مانند تهیه ی سوخت وآذوقه ودرمان و.....خیلی سخت ودشوار بوده است و اهالی را به این فکر می اندازد  که روستای خود را به جایی که دسترسی آسان به روستا های مجاور وشهر داشته باشد انتقال دهند.بنابراین روستای نیستان را به محل فعلی انتقال وخانه می سازند وکشاورزی ودامداری را شروع می کنند.نام روستای جدید را هم همان نیستان می نامند.البته مشخص نیست که این رشته قنات که منبع اصلی تامین آب آشامیدنی وکشاورزی آنها بوده است درهمان زمان نیستان قدیم حفر شده است ویا بعدازانتقال به محل جدید حفرکرده اند.بهرحال با بررسی ساختمان های سنتی وسنگ قبور های قدیمی به نظر می رسد که نیستان کنونی حدود دویست وپنجاه تا سیصد سال قدمت داشته باشد.

## جمعیت
این روستا در دهستان شمس‌آباد (اراک) قرار دارد و براساس سرشماری مرکز آمار ایران در سال ۱۳۸۵، جمعیت آن ۷۳ نفر (۲۱خانوار) بوده‌است.